# エンジェル・マルティーノ
エンジェル・マルティーノ（Angel Martino 1967年4月25日 - ）はアメリカ合衆国・アラバマ州タスカルーサ出身の元競泳選手。
オリンピックのリレーで3つの金メダル、個人では3つの銅メダルを獲得した。また、パンパシフィック水泳選手権で12個、グッドウィル・ゲームズで7個の金メダルを獲得している。
1996年のアトランタオリンピックではオリンピックのアメリカ合衆国選手団の女子競泳チームのキャプテンを務めた。
その一方で、1988年にはナンドロロンの陽性反応が出て、そのためにドーピング違反と判断され、出場停止となったことがあった。
現在はジョージア州ミレッジビルにある Baldwin Aqua Dragons swim team のヘッドコーチをしている。 